# Aleksej Paramonov
Aleksej Paramonov (Russisch: Алексей Александрович Парамонов) (Borovsk, 21 februari 1925 – Moskou, 24 augustus 2018) was een voetballer en trainer uit de Sovjet-Unie.

## Biografie
Paramonov begon zijn carrière bij Stroitel en VVS Moskou en speelde dan twaalf jaar voor Spartak waarmee hij vier landstitels en twee bekers won.
Op 8 september 1954 speelde hij voor het eerst voor het nationale elftal in een vriendschappelijke wedstrijd tegen Zweden. In 1956 nam hij met de olympische selectie deel aan de Spelen in Melbourne waar de Sovjets de gouden medaille behaalden. Hij speelde ook nog kwalificaties voor het WK 1958, maar werd daar niet voor geselecteerd.
Na zijn spelerscarrière werd hij trainer.